# Eleição municipal de Jaboatão dos Guararapes em 2024
A eleição municipal de Jaboatão dos Guararapes em 2024 ocorreu no dia 6 de outubro (domingo), para eleger os cargos de prefeito, vice-prefeito e as 27 vagas de vereadores na câmara municipal.
O prefeito titular do município e antigo vice de Anderson Ferreira, Mano Medeiros, decidiu concorrer à reeleição, oficializando sua candidatura em 27 de julho. Outros três candidatos anunciaram suas candidaturas de 28 de julho até 3 de agosto.
Com mais de 180 mil votos (55,93% dos votos), Mano venceu a eleição logo no primeiro turno. Clarissa Tércio e Elias Gomes, seus principais opositores na eleição, tiveram cerca de 20% a 18% dos votos. Daniel Alves, que havia conquistado 30% na eleição passada, obteve apenas 5% dos votos válidos. 

## Calendário eleitoral
| Início        | Fim           | Atividades | Status    |
| ------------- | ------------- | --- | --------- |
| 7 de março    | 5 de abril    | Janela partidária para vereadores trocarem de partido visando concorrer às eleições sem perder o mandato. | Realizado |
| 6 de abril    | 6 de abril    | Data-limite para todas as legendas e federações partidárias obterem o registro dos estatutos no TSE e para todos os candidatos terem domicílio eleitoral na circunscrição em que desejam disputar as eleições com a filiação deferida pelo partido. | Realizado |
| 15 de maio    | 15 de maio    | Início da campanha de arrecadação prévia de recursos na modalidade de financiamento coletivo para pré-candidatos, sem realização de pedidos de voto e obedecendo a regras relativas à propaganda eleitoral na Internet.                             | Realizado |
| 20 de julho   | 5 de agosto   | Realização de convenções partidárias para deliberar sobre coligações e escolher candidatos às prefeituras e aos cargos de vereador. Os partidos têm até 15 de agosto para registrar os nomes na Justiça Eleitoral.                                  | Realizado |
| 16 de agosto  | 16 de agosto  | Início das campanhas eleitorais de forma igualitária, podendo qualquer publicidade ou manifestação com pedido explícito de voto antes da data ser considerada irregular e multada.                                                                  | Realizado |
| 30 de agosto  | 3 de outubro  | Veiculação da propaganda eleitoral gratuita no rádio e na televisão. | Realizado |
| 6 de outubro  | 6 de outubro  | Realização do primeiro turno das eleições municipais. | Realizado |
| 11 de outubro | 25 de outubro | Veiculação da propaganda eleitoral gratuita no rádio e na televisão para o segundo turno. | Realizado |
| 27 de outubro | 27 de outubro | Realização de um eventual segundo turno nas cidades com mais de 200 mil eleitores em que o candidato a prefeito mais votado não tenha atingido a metade mais um dos votos válidos.                                                                  | Realizado |

## Antecedentes

### Gestão Ferreira e Mano (2021-2024)
O prefeito titular, Anderson Ferreira foi reeleito prefeito nas eleições municipais em 2020, recebendo 54,28% dos votos válidos contra o então candidato do MDB, Daniel Alves. Durante sua campanha de reeleição, Anderson Ferreira prometeu ampliar as ações em saúde, educação e infraestrutura. Ele se comprometeu a concluir obras já em andamento e iniciar novos projetos que promovam desenvolvimento econômico e melhoria na qualidade de vida dos jaboatonenses. Ferreira também frequentemente mencionou os dois prêmios internacionais concedidos pela ONU, que recebeu durante seu primeiro mandato.
Ele tomaria posse para seu segundo mandato em 1º de janeiro de 2021, ao lado de seu vice (e futuro prefeito), Mano Medeiros do PSC. Contudo, um ano depois, deixaria a prefeitura para concorrer a eleição para governador do estado de Pernambuco, concorrendo como um candidato apoiado pelo presidente Bolsonaro. A prefeitura seria assumida pelo advogado e vice, Mano Medeiros, que manteve o mesmo discurso de prosseguir as obras inconcluídas e as propostas de seu antecessor. 

### Racha entre Elias e Daniel
Era previsto desde meados de 2023 que o ex-vereador e candidato nas eleições de 2020, Daniel Alves, seria o novamente o principal candidato da oposição à gestão Mano-Ferreira. Contudo, o cenário político acabou mudando em setembro de 2023, quando Elias se filiou ao PT, logo depois ele anunciaria sua pré-candidatura para prefeitura, mostrando uma força política dentro da oposição jaboatanense.
Inicialmente, Daniel parecia estar disposto a apoiar Elias, pedindo ''momento de unidade'' ao invés de e disputar contra o mesmo.  Porém, em 7 de dezembro, percebendo que seu partido estava apoiando Elias, Daniel acabou se filiando ao Avante, mostrando que estava rumo ao caminho de concorrer a corrida municipal de Jaboatão de forma ''independente'' em relação a coligação de Elias. 

## Candidatos à prefeitura
De 27 de julho a 3 de agosto, foram confirmados como candidatos à prefeitura de Jaboatão dos Guararapes os seguintes nomes: 
| Nº | Prefeito(a)  | Prefeito(a)     | Prefeito(a)       | Prefeito(a)                                             | Vice-prefeito(a) | Vice-prefeito(a) | Vice-prefeito(a)  | Vice-prefeito(a)  | Vice-prefeito(a)                                       | Coligação | Ref.                       |
| Nº | Candidato(a) | Candidato(a)    | Partido Federação | Ocupação                                                | Candidato(a)     | Candidato(a)     | Candidato(a)      | Partido Federação | Ocupação                                               | Coligação | Ref.                       |
| -- | ------------ | --------------- | ----------------- | ------------------------------------------------------- | ---------------- | ---------------- | ----------------- | ----------------- | ------------------------------------------------------ | --- | -------------------------- |
| 11 |              | Clarissa Tércio | PP                | - Deputada federal (2023-atualidade)                    |                  |                  | Charles Rodrigues | PODE              | - Consultor de mobilidade pública                      | Mudar pra Valer PP, PODE, Agir                                                                                           | [ 2 ] [ 14 ] [ 15 ] [ 16 ] |
| 13 |              | Elias Gomes     | PT                | - Prefeito de Jaboatão dos Guararapes (2009-2017)       |                  |                  | Rafael Arruda     | MDB               | - Advogado                                             | Frente Popular de Jaboatão FE BRASIL (PT, PCdoB, PV), MDB, PSB, Solidariedade, Republicanos, Fed. PSOL REDE (PSOL, REDE) | [ 3 ] [ 17 ] [ 18 ] [ 19 ] |
| 22 |              | Mano Medeiros   | PL                | - Prefeito de Jaboatão dos Guararapes (2022-atualidade) |                  |                  | Irmã Babate       | PL                | - Vereadora de Jaboatão dos Guararapes (2017-2021)     | A Mudança Continua PL, PSD, PRTB, PRD, UNIÃO, NOVO, DC, PDT, MOBILIZA                                                    | [ 21 ] [ 22 ]              |
| 70 |              | Daniel Alves    | Avante            | - Vereador de Jaboatão dos Guararapes (2017-2021)       |                  |                  | Beto Rabello      | Avante            | - Secretário Municipal de Defesa dos Animais de Recife | Nenhuma | [ 4 ]                      |

## Debates

### Primeiro turno
| Data           | Organizador(es) | Mediação      | Mano Medeiros (PL) | Elias Gomes (PT) | Clarissa Tércio (PP) | Daniel Alves (AVANTE) | Ref.          |
| -------------- | --------------- | ------------- | ------------------ | ---------------- | -------------------- | --------------------- | ------------- |
| 12 de setembro | TV Nova         | Aldo Vilela   | Ausente            | Ausente          | Presente             | Presente              | [ 23 ] [ 24 ] |
| 17 de setembro | G1              | Márcio Bonfim | Ausente            | Presente         | Presente             | Presente              | [ 25 ] [ 26 ] |

## Pesquisas eleitorais
Foram divulgadas as seguintes pesquisas eleitorais no município, em ordem cronológica reversa:
Nota: Apenas pesquisas estimuladas estão listadas aqui.

### Primeiro turno
| Contratante / Pesquisa Número de identificação                         | Data(s) de pesquisa | Amostragem  | Margem de erro (pontos percentuais) | Mano PL | Clarissa PP | Elias PT | Daniel Avante | Marília Solidariedade | Outros | Absentos | Indecisos | Vantagem do 1º colocado | Ref. |
| ---------------------------------------------------------------------- | ------------------- | ----------- | --- | --- | --- | --- | --- | --- | --- | --- | --- | --- | --- |
| Contratante / Pesquisa Número de identificação                         | Data(s) de pesquisa | Amostragem  | Margem de erro (pontos percentuais) | | | | | | Outros | Absentos | Indecisos | Vantagem do 1º colocado | Ref. |
| Política Pernambucana / Instituto Pitágoras PE−06400/2024              | 1-4/Out/2024        | 600         | 4% | 48% | 19% | 13% | 4% | – | – | 9% | 7% | 29% | [ 27 ] |
| Instituto Naipes Inteligência PE−07546/2024                            | 28-30/Set/2024      | 500         | 4,8% | 28,8% | 26,8% | 16,2% | 9,4% | – | – | 3,2% | 15,6% | 2% | [ 28 ] |
| Folha de Pernambuco / IPESPE PE−03655/2024                             | 28-29/Set/2024      | 600         | 4,1% | 40% | 18% | 18% | 6% | – | – | 10% | 8% | 22% | [ 29 ] |
| Diario de Pernambuco / Exatta PE−04747/2024                            | 22-28/Set/2024      | 400         | 4,9% | 41% | 17,75% | 17,5% | 7% | – | – | 12,75% | 4% | 23,25% | [ 30 ] |
| Instituto Imape PE−05106/2024                                          | 26-26/Set/2024      | 600         | 4% | 34% | 33% | 20% | 4% | – | – | 3% | 6% | 1% | [ 31 ] |
| Política Pernambucana / Instituto Pitágoras PE−07300/2024              | 21-23/Set/2024      | 600         | 4% | 45% | 18% | 13% | 3% | – | – | 10% | 11% | 27% | [ 32 ] |
| Agência 1 de Comunicação / Instituto Naipes Inteligência PE−06045/2024 | 17-19/Set/2024      | 600         | – | 34,8% | 26,2% | 14,7% | 2,8% | – | – | 10,5% | 11% | 8,6% | [ 33 ] |
| Instituto Imape PE−02635/2024                                          | 14-16/Set/2024      | 600         | 4% | 36% | 31% | 26% | 5% | – | – | 2% | 3% | 5% | [ 34 ] |
| Política Pernambucana / Instituto Pitágoras PE−02772/2024              | 11-13/Set/2024      | 600         | 4% | 45% | 22% | 10% | 6% | – | – | 9% | 8% | 23% | [ 35 ] |
| Record / Real Time Big Data PE−02347/2024                              | 10-11/Set/2024      | 800         | 3% | 37% | 22% | 23% | 5% | – | – | 8% | 5% | 14% | [ 36 ] |
| Instituto Imape PE−06792/2024                                          | 4-6/Set/2024        | 600         | 4% | 31% | 27% | 21% | 7% | – | – | 6% | 8% | 4% | [ 37 ] |
| Folha de Pernambuco / IPESPE PE−07333/2024                             | 3-5/Set/2024        | 600         | 4,1% | 38% | 17% | 22% | 6% | – | – | 11% | 7% | 16% | [ 38 ] |
| Instituto Imape PE−09242/2024                                          | 28-30/Ago/2024      | 600         | 4% | 27% | 23% | 20% | 7% | – | – | 6% | 17% | 4% | [ 39 ] |
| Política Pernambucana / Instituto Inova PE−05835/2024                  | 28-29/Ago/2024      | 600         | 4% | 39% | 12% | 16% | 5% | – | – | 10% | 18% | 23% | [ 40 ] |
| Portal de Prefeitura / Instituto Naipes Inteligência PE−06658/2024     | 26-27/Ago/2024      | 600         | 4% | 28,5% | 21,5% | 12,167% | 5% | – | – | 12,834% | 20% | 7% | [ 41 ] |
| Instituto Imape PE−06658/2024                                          | 15-17/Ago/2024      | 600         | 4% | 24% | 19% | 21% | 6% | – | – | 10% | 20% | 3% | [ 39 ] |
| 5/Ago/2024                                                             | 5/Ago/2024          | 5/Ago/2024  | Data limite para a realização de convenções partidárias. Após esta data, os partidos devem oficializar as suas candidaturas ao Executivo. | Data limite para a realização de convenções partidárias. Após esta data, os partidos devem oficializar as suas candidaturas ao Executivo. | Data limite para a realização de convenções partidárias. Após esta data, os partidos devem oficializar as suas candidaturas ao Executivo. | Data limite para a realização de convenções partidárias. Após esta data, os partidos devem oficializar as suas candidaturas ao Executivo. | Data limite para a realização de convenções partidárias. Após esta data, os partidos devem oficializar as suas candidaturas ao Executivo. | Data limite para a realização de convenções partidárias. Após esta data, os partidos devem oficializar as suas candidaturas ao Executivo. | Data limite para a realização de convenções partidárias. Após esta data, os partidos devem oficializar as suas candidaturas ao Executivo. | Data limite para a realização de convenções partidárias. Após esta data, os partidos devem oficializar as suas candidaturas ao Executivo. | Data limite para a realização de convenções partidárias. Após esta data, os partidos devem oficializar as suas candidaturas ao Executivo. | Data limite para a realização de convenções partidárias. Após esta data, os partidos devem oficializar as suas candidaturas ao Executivo. | Data limite para a realização de convenções partidárias. Após esta data, os partidos devem oficializar as suas candidaturas ao Executivo. |
| Política Pernambucana / Instituto Inova PE−06949/2024                  | 01-02/Ago/2024      | 600         | 4% | 40% | 10% | 28% | 5% | – | – | 12% | 5% | 12% | [ 43 ] [ 44 ] |
| Blog Ponto de Vista / Instituto Conecta PE−03155/2024                  | 25-26/Jun/2024      | 800         | 3,8% | 32% | 14% | 23% | 6% | – | – | 16% | 9% | 9% | [ 45 ] |
| Blog Ponto de Vista / Instituto Conecta PE−03155/2024                  | 25-26/Jun/2024      | 800         | 3,8% | 35% | 15% | 25% | – | – | – | 17% | 8% | 10% | [ 45 ] |
| 07/Dez/2023                                                            | 07/Dez/2023         | 07/Dez/2023 | Daniel Alves, então filiado ao PV, filia-se ao Avante.                                                                                    | Daniel Alves, então filiado ao PV, filia-se ao Avante.                                                                                    | Daniel Alves, então filiado ao PV, filia-se ao Avante.                                                                                    | Daniel Alves, então filiado ao PV, filia-se ao Avante.                                                                                    | Daniel Alves, então filiado ao PV, filia-se ao Avante.                                                                                    | Daniel Alves, então filiado ao PV, filia-se ao Avante.                                                                                    | Daniel Alves, então filiado ao PV, filia-se ao Avante.                                                                                    | Daniel Alves, então filiado ao PV, filia-se ao Avante.                                                                                    | Daniel Alves, então filiado ao PV, filia-se ao Avante.                                                                                    | Daniel Alves, então filiado ao PV, filia-se ao Avante.                                                                                    | Daniel Alves, então filiado ao PV, filia-se ao Avante.                                                                                    |
| Instituto Plural                                                       | 30/Set-02/Out/2023  | 400         | – | 15% | 11% | 22% | 9% | 29% | – | 10% | 5% | 7% | [ 47 ] |
| 23/Set/2023                                                            | 23/Set/2023         | 23/Set/2023 | Elias Gomes, então filiado ao MDB, filia-se ao Partido dos Trabalhadores (PT).                                                            | Elias Gomes, então filiado ao MDB, filia-se ao Partido dos Trabalhadores (PT).                                                            | Elias Gomes, então filiado ao MDB, filia-se ao Partido dos Trabalhadores (PT).                                                            | Elias Gomes, então filiado ao MDB, filia-se ao Partido dos Trabalhadores (PT).                                                            | Elias Gomes, então filiado ao MDB, filia-se ao Partido dos Trabalhadores (PT).                                                            | Elias Gomes, então filiado ao MDB, filia-se ao Partido dos Trabalhadores (PT).                                                            | Elias Gomes, então filiado ao MDB, filia-se ao Partido dos Trabalhadores (PT).                                                            | Elias Gomes, então filiado ao MDB, filia-se ao Partido dos Trabalhadores (PT).                                                            | Elias Gomes, então filiado ao MDB, filia-se ao Partido dos Trabalhadores (PT).                                                            | Elias Gomes, então filiado ao MDB, filia-se ao Partido dos Trabalhadores (PT).                                                            | Elias Gomes, então filiado ao MDB, filia-se ao Partido dos Trabalhadores (PT).                                                            |
| Instituto XB3                                                          | 02-03/Ago/2023      | 400         | 4,9% | 15% | 6% | 26% | 6% | 18% | – | 29% | 29% | 8% | [ 49 ] |
| Instituto XB3                                                          | 02-03/Ago/2023      | 400         | 4,9% | 16% | 9% | 29% | 7% | – | 10% | 29% | 29% | 13% | [ 49 ] |
| Instituto XB3                                                          | 02-03/Ago/2023      | 400         | 4,9% | 19% | – | 34% | 10% | – | – | 37% | 37% | 15% | [ 49 ] |

## Candidatos à vereança
Na eleição de 2024, a regra para o número máximo de candidaturas por partido ou federação mudou: antes era o equivalente a 150% das vagas em disputa e, agora, o número é de 100% + 1 das vagas em disputa. No caso de Jaboatão dos Guararapes, como as vagas em disputa são 27, o número máximo de candidaturas passou de 41 para 28.
Foram divulgadas pelo TSE as seguintes candidaturas para vereador (os partidos sem candidaturas não divulgaram atas de convenção):
| Coligação ao executivo                              | Partido ou federação | Partido ou federação | Candidatos | Candidatos | Candidatos | Candidatos | Ref.          |
| --------------------------------------------------- | -------------------- | -------------------- | ---------- | ---------- | ---------- | ---------- | ------------- |
| A Mudança Continua (232 candidatos)                 |                      | PL                   | 28         | 28         | 28         | 28         | [ 51 ] [ 52 ] |
| A Mudança Continua (232 candidatos)                 |                      | DC                   | 28         | 28         | 28         | 28         | [ 51 ] [ 52 ] |
| A Mudança Continua (232 candidatos)                 |                      | MOBILIZA             | 28         | 28         | 28         | 28         | [ 51 ] [ 52 ] |
| A Mudança Continua (232 candidatos)                 |                      | PDT                  | 28         | 28         | 28         | 28         | [ 51 ] [ 52 ] |
| A Mudança Continua (232 candidatos)                 |                      | PSD                  | 28         | 28         | 28         | 28         | [ 51 ] [ 52 ] |
| A Mudança Continua (232 candidatos)                 |                      | PRD                  | 27         | 27         | 27         | 27         | [ 51 ] [ 52 ] |
| A Mudança Continua (232 candidatos)                 |                      | UNIÃO                | 25         | 25         | 25         | 25         | [ 51 ] [ 52 ] |
| A Mudança Continua (232 candidatos)                 |                      | NOVO                 | 24         | 24         | 24         | 24         | [ 51 ] [ 52 ] |
| A Mudança Continua (232 candidatos)                 |                      | PRTB                 | 16         | 16         | 16         | 16         | [ 51 ] [ 52 ] |
| Frente Popular de Jaboatão (139 candidatos)         |                      | FE BRASIL            | 28         |            | PCdoB      | 10         | [ 51 ] [ 52 ] |
| Frente Popular de Jaboatão (139 candidatos)         |                      | FE BRASIL            | 28         | PT         | 9          |            | [ 51 ] [ 52 ] |
| Frente Popular de Jaboatão (139 candidatos)         |                      | FE BRASIL            | 28         | PV         | 9          |            | [ 51 ] [ 52 ] |
| Frente Popular de Jaboatão (139 candidatos)         |                      | MDB                  | 25         | 25         | 25         | 25         | [ 51 ] [ 52 ] |
| Frente Popular de Jaboatão (139 candidatos)         |                      | Solidariedade        | 28         | 28         | 28         | 28         | [ 51 ] [ 52 ] |
| Frente Popular de Jaboatão (139 candidatos)         |                      | PSOL-REDE            | 23         |            | PSOL       | 13         | [ 51 ] [ 52 ] |
| Frente Popular de Jaboatão (139 candidatos)         |                      | PSOL-REDE            | 23         | REDE       | 10         |            | [ 51 ] [ 52 ] |
| Frente Popular de Jaboatão (139 candidatos)         |                      | Republicanos         | 18         | 18         | 18         | 18         | [ 51 ] [ 52 ] |
| Frente Popular de Jaboatão (139 candidatos)         |                      | PSB                  | 17         | 17         | 17         | 17         | [ 51 ] [ 52 ] |
| Mudar pra Valer (60 candidatos)                     |                      | PP                   | 27         | 27         | 27         | 27         | [ 51 ] [ 52 ] |
| Mudar pra Valer (60 candidatos)                     |                      | PODE                 | 23         | 23         | 23         | 23         | [ 51 ] [ 52 ] |
| Mudar pra Valer (60 candidatos)                     |                      | Agir                 | 10         | 10         | 10         | 10         | [ 51 ] [ 52 ] |
| Partidos e federações não coligadas (58 candidatos) |                      | Avante               | 28         | 28         | 28         | 28         | [ 51 ] [ 52 ] |
| Partidos e federações não coligadas (58 candidatos) |                      | PMB                  | 28         | 28         | 28         | 28         | [ 51 ] [ 52 ] |
| Partidos e federações não coligadas (58 candidatos) |                      | UP                   | 2          | 2          | 2          | 2          | [ 51 ] [ 52 ] |
| Partidos e federações não coligadas (58 candidatos) |                      | PCB                  | 0          | 0          | 0          | 0          | [ 51 ] [ 52 ] |
| Partidos e federações não coligadas (58 candidatos) |                      | PCO                  | 0          | 0          | 0          | 0          | [ 51 ] [ 52 ] |
| Partidos e federações não coligadas (58 candidatos) |                      | PSDB-Cidadania       | 0          |            | PSDB       | 0          | [ 51 ] [ 52 ] |
| Partidos e federações não coligadas (58 candidatos) |                      | PSDB-Cidadania       | 0          | Cidadania  | 0          |            | [ 51 ] [ 52 ] |
| Partidos e federações não coligadas (58 candidatos) |                      | PSTU                 | 0          | 0          | 0          | 0          | [ 51 ] [ 52 ] |
| Total                                               | Total                | Total                | 489        | 489        | 489        | 489        | [ 51 ] [ 52 ] |

## Resultados

### Eleição à prefeitura
| Candidato(a)           | Candidato(a)           | Vice                     | 1º turno 6 de outubro de 2024 | 1º turno 6 de outubro de 2024 |
| Candidato(a)           | Candidato(a)           | Vice                     | Total                         | Porcentagem                   |
| ---------------------- | ---------------------- | ------------------------ | ----------------------------- | ----------------------------- |
|                        | Mano Medeiros (PL)     | Irmã Babate (PL)         | 180.810                       | 55,93%                        |
|                        | Clarissa Tércio (PP)   | Charles Rodrigues (PODE) | 65.400                        | 20,23%                        |
|                        | Elias Gomes (PT)       | Rafael Arruda (MDB)      | 59.508                        | 18,41%                        |
|                        | Daniel Alves (AVANTE)  | Beto Rabello (AVANTE)    | 17.564                        | 5,43%                         |
| Total de votos válidos | Total de votos válidos | Total de votos válidos   | 323.282                       | 86,32%                        |
| → Votos em branco      | → Votos em branco      | → Votos em branco        | 21.664                        | 5,78%                         |
| → Votos nulos          | → Votos nulos          | → Votos nulos            | 29.561                        | 7,89%                         |
| Total de votos         | Total de votos         | Total de votos           | 374.507                       | 76,76%                        |
| Abstenções             | Abstenções             | Abstenções               | 113.396                       | 23,24%                        |
| Total de inscritos     | Total de inscritos     | Total de inscritos       | 487.903                       | 100,00%                       |
| Fonte: TSE             |                        |                          |                               |                               |

### Eleição à vereança

#### Composição da Câmara Municipal
|                        |                                          |                 |                 |       |         |
| Nº                     | Partido                                  | Votos populares | Votos populares | Vagas | ±       |
| Nº                     | Partido                                  | Votos           | %               | Vagas | ±       |
| 22                     | Partido Liberal                          | 63.706          | 18.8%           | 7     | 2       |
| 55                     | Partido Social Democrático               | 40.045          | 11.82%          | 3     | 1       |
| 25                     | Partido Renovação Democrática            | 33.421          | 9.86%           | 4     | Estável |
| 12                     | Partido Democrático Trabalhista          | 28.396          | 18.8%           | 2     | 2       |
| 11                     | Partido Progressista                     | 27.955          | 8.25%           | 3     | 3       |
| 70                     | Avante                                   | 22.451          | 6.63%           | 2     | 2       |
| 27                     | Democracia Cristã                        | 21.900          | 6.46%           | 2     | 2       |
| 33                     | Mobilização Nacional                     | 17.056          | 5.03%           | 1     | Estável |
| 77                     | Solidariedade                            | 12.877          | 3.8%            | 1     | 1       |
| 35                     | Partido da Mulher Brasileira             | 12.446          | 3.67%           | 0     | Estável |
| 13                     | Partido dos Trabalhadores                | 12.108          | 3.57%           | 1     | 1       |
| 44                     | União Brasil                             | 9.841           | 2.9%            | 0     | Estável |
| 30                     | Partido Novo                             | 8.427           | 2.49            | 0     | Estável |
| 15                     | Movimento Democrático Brasileiro         | 5.598           | 1.65%           | 0     | Estável |
| 43                     | Partido Verde                            | 4.912           | 1.45%           | 1     | 1       |
| 20                     | Podemos                                  | 3.739           | 1.1%            | 0     | 1       |
| 65                     | Partido Comunista do Brasil              | 3.409           | 1.01%           | 0     | 1       |
| 40                     | Partido Socialista Brasileiro            | 3.174           | 0.94%           | 0     | Estável |
| 50                     | Partido Socialismo e Liberdade (PSOL)    | 2.549           | 0.75%           | 0     | Estável |
| 18                     | Rede Sustentabilidade                    | 1.953           | 0.58%           | 0     | Estável |
| 28                     | Partido Renovador Trabalhista Brasileiro | 1.033           | 0.3%            | 0     | Estável |
| 10                     | Republicanos                             | 912             | 0.27%           | 0     | Estável |
| 36                     | Agir                                     | 561             | 0.17%           | 0     | 1       |
| 80                     | Unidade Popular                          | 261             | 0.08%           | 0     | Estável |
| Total de votos válidos | Total de votos válidos                   | 338.830         | 90.47%          | 27    | 27      |
| → Votos em branco      | → Votos em branco                        | 17.366          | 4.64%           | 27    | 27      |
| → Votos nulos          | → Votos nulos                            | 18.311          | 3,57%           | 27    | 27      |
| Total de votos         | Total de votos                           | 374.506         | 76.76%          | 27    | 27      |
| Abstenções             | Abstenções                               |                 | 23.24%          | 27    | 27      |
| Eleitorado apto        |                                          |                 |                 |       |         |
| Fonte: TSE             |                                          |                 |                 |       |         |

#### Vereadores eleitos
| Candidato(a)         | Partido       | Votação | Votação     |
| Candidato(a)         | Partido       | Total   | Porcentagem |
| -------------------- | ------------- | ------- | ----------- |
| Getulio Belem        | PL            | 9.226   | 2,72%       |
| Neneca do Piston     | PL            | 5.149   | 1,52%       |
| Eurico Moura         | PL            | 4.967   | 1,47%       |
| Charles Motorista    | PL            | 4.810   | 1,42%       |
| Nado do Caminhão     | PL            | 4.718   | 1,39%       |
| Lica do Microonibus  | PP            | 4.608   | 1,36%       |
| Adeildo da Igreja    | PL            | 4.534   | 1,34%       |
| Armando Junior       | PL            | 4.527   | 1,34%       |
| Melque Almeida       | MOBILIZA      | 4.363   | 1,29%       |
| Marcio do Curado     | PSD           | 4.324   | 1,28%       |
| Robinson Biro Biro   | AVANTE        | 4.295   | 1,27%       |
| Adiel Agostinho      | PRD           | 4.155   | 1,23%       |
| Dr Tadeu Veterinário | PV            | 3.795   | 1,12%       |
| Rebecca Regnier      | PSD           | 3.667   | 1,08%       |
| Sou Mais Hugo        | PSD           | 3.519   | 1,04%       |
| Eneias Marcelo       | PRD           | 3.444   | 1,02%       |
| Belarmino Sousa      | DC            | 3.417   | 1,01%       |
| Eladio Rangel        | SOLIDARIEDADE | 3.347   | 0,99%       |
| Neco Filho           | PRD           | 3.320   | 0,98%       |
| Henrique Metalúrgico | PT            | 3.079   | 0,91%       |
| Vilmar da Mudança    | AVANTE        | 2.993   | 0,88%       |
| Jeane Candido        | PRD           | 2.901   | 0,86%       |
| Nivaldo do Gás       | PP            | 2.779   | 0,82%       |
| Marlus Costa         | PP            | 2.701   | 0,80%       |
| Pereira da Oficina   | DC            | 2.682   | 0,79%       |
| Irmão Jailton        | PDT           | 2.310   | 0,68%       |
| Marcelo Adriano      | PDT           | 2.269   | 0,67%       |
| Fonte: TSE           |               |         |             |